# Meum athamanticum
El meu (Meum athamanticum) és la única espècie del gènere monotípic de plantes amb flors Meum dins la família de les apiàcies. Als Països Catalans es troba només als Pirineus. En general es una espècie pròpia de les muntanyes de l'Europa Central i Occidental.
Es considera una planta ornamental. És molt aromàtica, amb una olor que recorda a altres espècies de les apiàcies com el fonoll, l'anís, l'anet o el comí. Altres noms populars (comí o fonoll de muntanya) fan referència a aquesta semblança. S'ha fet servir en medicina popular i com a condiment.

## Descripció
Herba perenne, erecta, glabra i ramificada de 10 a 50 cm d'alt. molt olorosa. La majoria de les fulles són basals oblongues de 5 a 30 cm i molt dividides (pinnatisectes), amb els folíols finalment filiformes, molt nombrosos. Floreix de maig a agost en una umbel·la d'uns 5 cm de diàmetre amb multitud de floretes de pètals blancs. Creix en pastures àcides (o en sòl descarbonatat) preferentment en sòls una mica humífers.

## Ecologia i distribució
El meu és una espècie comuna als prats d'alta muntanya, entre 1700 i 2600 metres, sobre terrenys silícics dels Pirineus. A la península Ibèrica apareix en muntanyes del Sistema Ibèric i Central, Serralada Cantàbrica i Sierra Nevada. A Europa es troba en muntanyes des d'Escòcia i Noruega fins als Balcans, Itàlia i també al Nord d'Àfrica a la serra de l'Atles.